# Ольховка (Гомельский район)
Ольховка (бел. Альхо́ўка) — деревня в Терешковичском сельсовете Гомельского района Гомельской области Республики Беларусь.

## География

### Расположение
В 10 км от железнодорожной станции Терюха (на линии Гомель — Чернигов), 20 км на юг от Гомеля.

## Транспортная сеть
Транспортные связи по просёлочной, затем автомобильной дороге Старые Яриловичи — Гомель. Планировка состоит из прямолинейной меридиональной улицы. Застройка двусторонняя, деревянная, усадебного типа.

## История
По письменным источникам известна с XIX века как деревня в Гомельском уезде Могилёвской губернии. В 1884 году работала школа грамоты. Согласно переписи 1897 года в Дятловичской волости Гомельского уезда. В 1909 году 248 десятины земли.
С 1926 года действовало почтовое отделение, в Новотерешковичском сельсовете Дятловичского района Гомельского округа. В 1930 году жители вступили в колхоз. Во время Великой Отечественной войны 18 жителей погибли на фронте. В 1959 году в составе совхоза «Новобелицкий» (центр — деревня Терешковичи).

## Население

### Численность
- 2004 год — 15 хозяйств, 37 жителей.

### Динамика
- 1884 год — 25 дворов.
- 1897 год — 26 дворов, 166 жителей (согласно переписи).
- 1909 год — 28 дворов, 190 жителей.
- 1959 год — 114 жителей (согласно переписи).
- 2004 год — 15 хозяйств, 37 жителей.